# La Herradura, Tlaxcala
La Herradura är en ort i Mexiko.   Den ligger i kommunen Tlaxco och delstaten Tlaxcala, i den sydöstra delen av landet, 100 km öster om huvudstaden Mexico City. La Herradura ligger 2 548 meter över havet och antalet invånare är 151.
Terrängen runt La Herradura är kuperad norrut, men söderut är den platt. Runt La Herradura är det ganska tätbefolkat, med 70 invånare per kvadratkilometer. Närmaste större samhälle är Tlaxco, 6,6 km öster om La Herradura. Trakten runt La Herradura består till största delen av jordbruksmark.